# フランシスコ・トリンコン
フランシスコ・アントニオ・マチャド・モタ・カステロ・トリンコン（Francisco António Machado Mota Castro Trincão, 1999年12月29日 - ）は、ポルトガル・ヴィアナ・ド・カステロ県ヴィアナ・ド・カステロ出身のサッカー選手。スポルティングCP所属。ポジションはFW。

## 経歴

### クラブ
ユース時代はFCポルトなどで過ごし、2015年にSCブラガに入団。翌2016年にBチームに昇格し、4月2日のリーガプロ (2部リーグ)のSCフレアムンデ戦でプロデビュー。2017年5月7日のFCポルトB戦で、プロ初ゴールを決めた。更に2017-18シーズンは30試合5ゴールを記録。2018年7月にはブラガと5年契約に合意した。
2018-19シーズンにトップチームに昇格。2019年1月3日のCSマリティモ戦で、プリメイラ・リーガ初出場。同年12月13日のUEFAヨーロッパリーグ 2019-20グループリーグ戦のŠKスロヴァン・ブラチスラヴァ戦でプロ初ゴールを決めた。
2020年1月31日、FCバルセロナと5年契約を締結し、2020-21シーズンより加入することが発表された。2021年2月7日、第22節のレアル・ベティス戦で移籍後初ゴールを決めた。
2021年7月4日、ウルヴァーハンプトン・ワンダラーズFCに買取オプション付きのレンタル移籍で加入することが発表された。
2022年7月13日、2022-23シーズンはスポルティングCPにレンタル移籍することが決定した。

### 代表
2015年から各ユース世代のポルトガル代表に随時招集。2018年にはUEFA U-19欧州選手権でU-19代表で出場。8試合5ゴールとエース級の活躍を見せ、大会優勝に導いた。

## 個人成績
| クラブ     | シーズン | リーグ                   | リーグ戦 | リーグ戦 | カップ戦 | カップ戦 | 国際試合 | 国際試合 | その他 | その他 | 合計 | 合計 |
| クラブ     | シーズン | リーグ                   | 出場     | 得点     | 出場     | 得点     | 出場     | 得点     | 出場   | 得点   | 出場 | 得点 |
| ---------- | -------- | ------------------------ | -------- | -------- | -------- | -------- | -------- | -------- | ------ | ------ | ---- | ---- |
| ブラガB    | 2015-16  | リーガプロ               | 4        | 0        | -        | -        | -        | -        | -      | -      | 4    | 0    |
| ブラガB    | 2016-17  | リーガプロ               | 5        | 1        | -        | -        | -        | -        | -      | -      | 5    | 1    |
| ブラガB    | 2017-18  | リーガプロ               | 30       | 5        | -        | -        | -        | -        | -      | -      | 30   | 5    |
| ブラガB    | 2018-19  | リーガプロ               | 7        | 0        | -        | -        | -        | -        | -      | -      | 7    | 0    |
| ブラガB    | 通算     | 通算                     | 46       | 6        | -        | -        | -        | -        | -      | -      | 46   | 6    |
| ブラガ     | 2018-19  | プリメイラ               | 6        | 0        | 1        | 0        | 0        | 0        | 1      | 0      | 8    | 0    |
| ブラガ     | 2019-20  | プリメイラ               | 27       | 8        | 3        | 0        | 6        | 1        | 3      | 0      | 40   | 9    |
| ブラガ     | 通算     | 通算                     | 33       | 8        | 4        | 0        | 6        | 1        | 4      | 0      | 48   | 9    |
| バルセロナ | 2020-21  | プリメーラ・ディビシオン | 28       | 3        | 5        | 0        | 7        | 0        | 2      | 0      | 42   | 3    |
| バルセロナ | 通算     | 通算                     | 28       | 3        | 5        | 0        | 7        | 0        | 2      | 0      | 42   | 3    |
| 総通算     | 総通算   | 総通算                   | 107      | 16       | 9        | 0        | 13       | 1        | 6      | 0      | 136  | 18   |